# Grupo de Forcados Amadores do Montijo
O Grupo de Forcados Amadores do Montijo é um Grupo de forcados da cidade do Montijo. Foi fundado a 22 de Agosto de 1964 por Júlio da Veiga Marques Nepomuceno.
É um dos dois grupos de forcados do Montijo, coexistindo com o Grupo de Forcados Amadores da Tertúlia Tauromáquica do Montijo.

## História
A origem do Grupo de Forcados Amadores do Montijo advém de uma divisão surgida no único grupo então existente no Montijo, o mais antigo Grupo de Forcados Amadores da Tertúlia Tauromáquica do Montijo.  
Sob o comando do Cabo fundador José Jacinto Carvalheira o novo grupo estreou-se na Praça de Toiros do Montijo a 22 de Agosto de 1964 numa corrida com toiros de Rio Frio. Os 14 elementos fundadores do Grupo foram: José Jacinto Carvalheira (Cabo), António Albino Raposeira Margalhau, Fernando da Costa Fernandes, Francisco Laíça, Alberto da Luz, António Luís Penetra, Ernesto Fernandes, Hermano Marques, João Augusto dos Santos Pina, João Braço Forte, João Pratas, José Barral, José Manuel Marques e Rafael Rodas "Espanhol".
Ao longo da sua história os Amadores do Montijo actuaram ainda em Espanha, França e nos Estados Unidos.
O Grupo venceu vários troféus: Troféu da "Casa de Imprensa" de 1970, que distinguiu o melhor Grupo de Forcados da Temporada; Troféu das Festas de S. Pedro no Montijo, em 1969 e 1970; Troféu Jubileu Philips - Praça de Toiros de Cascais, a 21 de Agosto de 1977; Troféu Palmiro Pinto - Praça de Toiros de Cascais a 3 de Setembro de 1978; Troféu da Corrida do Emigrante - Praça de Toiros do Montijo, a 13 de Agosto de 1982; Troféu do Corpo dos Fuzileiros - Praça de Toiros do Montijo, a 4 de Junho de 1994; Troféu para a Melhor Pega na Praça de Toiros do Montijo, a 2 de Julho de 1994, 6 de Julho de 1996 e 26 de Junho de 1998; Troféu João Moreira de Almeida para a melhor pega da XLIII Corrida TV, que se realizou na Praça de Toiros do Montijo a 28 de Junho de 2007, conquistado pelo forcado Hélio Lopes.
O actual Cabo é desde 3 de Setembro de 2021 José Pedro Suissas, após despedida das arenas do anterior Cabo Ricardo Figueiredo, cujo mandato durou 18 anos.

## Cabos
1. José Jacinto Carvalheira (1964–1967)
2. António Sécio (1967–1973)
3. João Pina (1973–1974)
4. Fernando Fernandes (1974–1976)
5. Rogério Amaro (1976–1981)
6. Jorge Beatriz (1981–1982)
7. Rafael Figueiredo (1982–1987)
8. Ricardo Barroso (1987–1988)
9. José Luís Figueiredo (1988–1997)
10. Marco Nicolau (1997–1998)
11. David Santiago (1998–2003)
12. Ricardo Figueiredo (2003–2021)
13. José Pedro Suissas (2021–presente)